# Loch na Moracha
Loch na Moracha är en sjö i Storbritannien.   Den ligger i kommunen Yttre Hebriderna och riksdelen Skottland, i den nordvästra delen av landet, 800 km nordväst om huvudstaden London. Loch na Moracha ligger 151 meter över havet. Den ligger på ön Lewis with Harris. Trakten runt Loch na Moracha består i huvudsak av gräsmarker.